# Улица Шаумяна (Астрахань)
У́лица Шаумя́на — улица в историческом районе Белый город в центральной части Астрахани. Начинается от улицы Бэра, продолжая проезжую часть площади Шаумяна и идёт с запада на восток параллельно Каналу имени Варвация и улице Бабушкина. Пересекает улицы Мусы Джалиля, Кирова и Мечникова и заканчивается у улицы Дарвина.
Преимущественно застроена зданиями дореволюционного периода, в том числе памятниками архитектуры.

## История
До 1837 года улица называлась Кузнечной, затем была переименована в Старо-Кузнечную. Это название сохранялось до 1920 года, когда к Старо-Кузнечной была присоединена Петропавловская и новообразованная улица получила новое имя в честь армянского революционера Степана Георгиевича Шаумяна.

## Застройка
- дом 14А —  памятник архитектуры Хоральная синагога (1870 г.)

## Транспорт
По улице Шаумяна движения общественного транспорта нет, ближайшие остановки маршрутных такси находятся на поперечной улице Кирова и параллельных улице Ленина набережной 1 Мая.